# Manziana

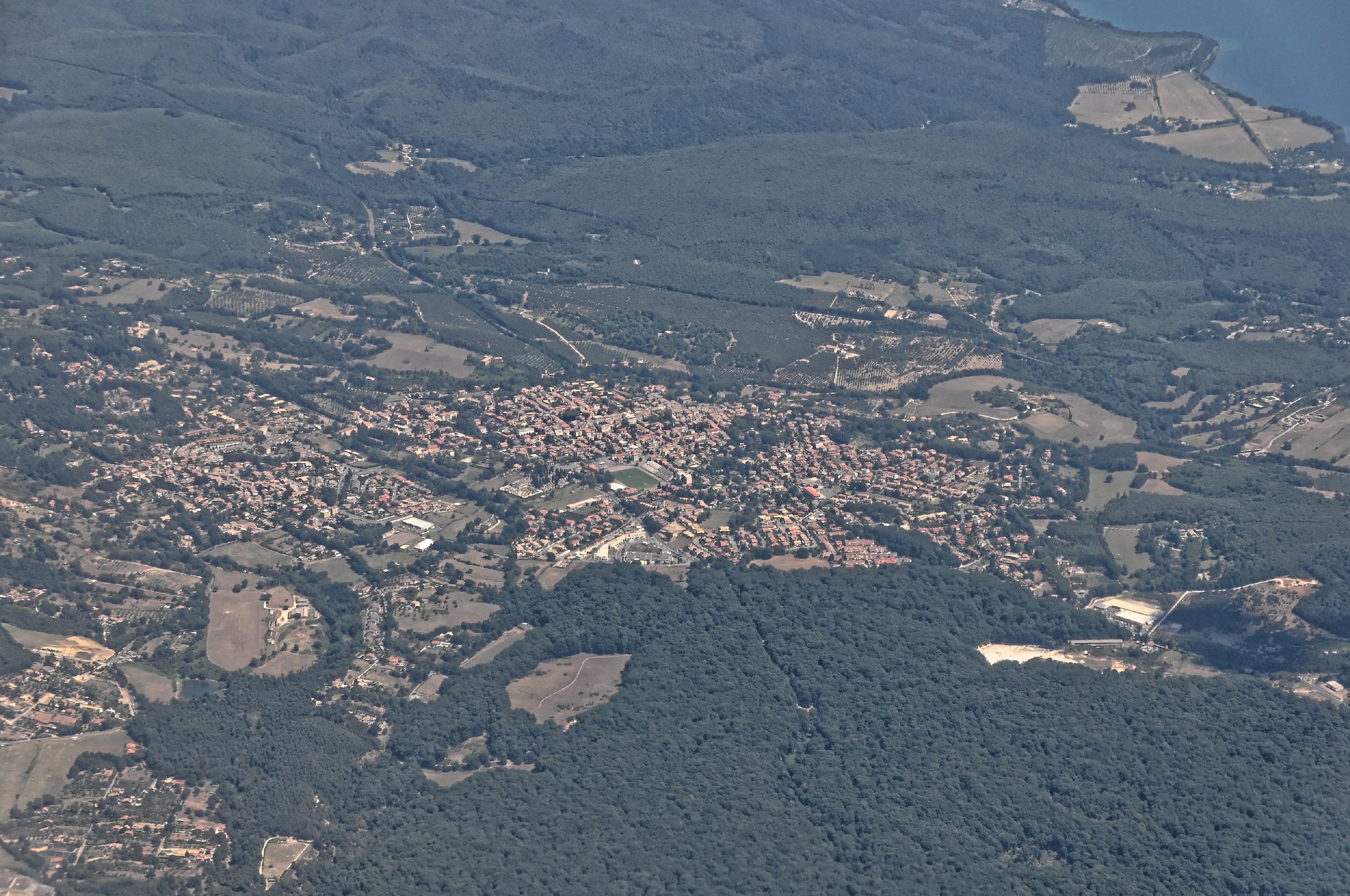
Manziana aus der Luft

Manziana ist eine italienische Gemeinde mit 7739 Einwohnern (Stand 31. Dezember 2023) in der Metropolitanstadt Rom in der Region Latium.

## Geographie
Manziana liegt 47 km nordwestlich von Rom und 7 km nordwestlich von Bracciano. Das Gemeindegebiet gehört zu den Sabatiner Bergen westlich des Braccianosees. Das Gebiet ist vulkanischen Ursprungs, was sich noch heute in der Caldara di Manziana zeigt.
Zur Gemeinde gehören die Ortsteile Quadroni und Ponte Mariano.
Die Nachbargemeinden sind Bracciano, Canale Monterano, Oriolo Romano (VT) und Tolfa.

### Verkehr
Manziana liegt an der Staatsstraße SS 493 Braccianese Claudia, die nach Rom führt. Es hat einen Bahnhof an der Regionalbahnstrecke FR3 Rom-Viterbo.

## Bevölkerung
| Jahr      | 1871 | 1881 | 1901 | 1921 | 1936 | 1951 | 1971 | 1991 | 2001 |
| --------- | ---- | ---- | ---- | ---- | ---- | ---- | ---- | ---- | ---- |
| Einwohner | 1189 | 1384 | 1700 | 2596 | 1985 | 2719 | 3041 | 5228 | 5857 |

Quelle: ISTAT

## Politik
Bruno Bruni (Lista Civica: Condivisione e Partecipazione) wurde am 11. Juni 2017 zum Bürgermeister gewählt.